# 笹治元
笹治 元（ささじ げん、嘉永3年6月1日〈1850年7月9日〉- 1941年〈昭和16年〉1月7日）は、幕末の前橋藩士、明治期の政治家。衆議院議員、前橋市長。幼名・鏘吉。

## 経歴
武蔵国入間郡川越で川越藩士、侍医・笹治玄碩の息子として生まれる。居城の移転に伴い上野国勢多郡前橋に転居。家業を継ぐことを好まず、儒学を修めるため江戸に出て紀州藩儒・渡辺曽輔に入門した。紀州藩が長州征討に参加することに伴い渡辺が帰藩の命を受けたため、幕臣林靏梁に師事した。慶応3年（1867年）時勢の変遷に伴い前橋に戻り、親幕尊王攘夷の立場で活動したが、その意思を貫くことが困難となり脱藩。江戸で捕縛され前橋に送還され、明治元年11月6日（1868年12月19日）死一等を減じ廃嫡のうえ自宅禁錮を命ぜられた。
明治2年8月16日（1869年9月21日）に赦免され、同年11月3日（12月5日）藩学博喩堂の句読師を命ぜられ、さらに訓義師兼寮頭を務めた。1880年（明治13年）5月11日、群馬県南勢多郡・東群馬郡書記に就任し、さらに利根郡・北勢多郡書記を務めた。その後、自由民権運動に加わり、1882年（明治15年）8月22日に郡書記を辞職してさらに民権運動に奔走した。東群馬南勢多連合町村会議員、第一学区会議員、前橋町会議員、東群馬南勢多郡徴兵参事員などを歴任。
1892年（明治25年）に前橋町が市制施行し、同年6月、同市助役に就任して2代の市長に仕えた後、1898年（明治31年）11月11日、第3代市長に就任し、1902年（明治35年）5月9日に退任した。この間、上川淵村六大字の合併、群馬県女子師範学校開設への協力、鉄製利根橋の架設などに尽力した。
1908年（明治41年）5月の第10回衆議院議員総選挙で前橋市選挙区から選出された関口安太郎の死去に伴い、1911年（明治44年）8月に実施された補欠選挙に出馬して当選。立憲国民党に所属して衆議院議員を一期務め、政界引退後も後進を指導した。